# Tompoes

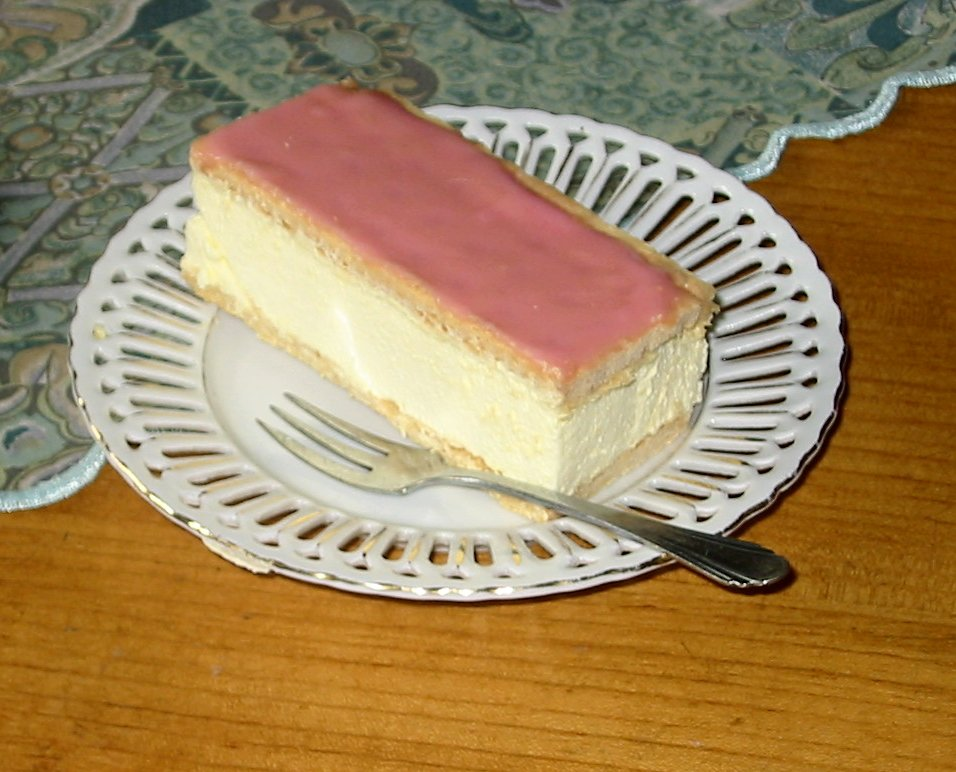
Um tompoes tradicional

O Tompoes ou tompouce, é um típico doce neerlandês. Nos Países Baixos eles são tradicionais; no mercado há pouca variação no formato, tamanho e cor, assim gerando um padrão. Deve ser retangular, com duas camadas, a primeira praticamente só creme, já a segunda deve ser lisa e rosada, variações com recheio de geléia não são considerados tompoes.